# ZSNES
ZSNES – emulator konsoli SNES, w Japonii znanej pod nazwą Super Famicom, wydany przez ZSNES Team. Rozpowszechniany jest zgodnie z licencją wolnego oprogramowania GNU General Public License (ang. Powszechna Licencja Publiczna GNU), w skrócie GPL. Na początku ZSNES dostępny był jedynie na system operacyjny DOS. Z czasem wydano wersje także na inne systemy operacyjne: Microsoft Windows, Linux, FreeBSD, Xbox oraz IntelMac.
ZSNES został napisany w Asemblerze x86, języku programowania niskiego poziomu, zgodnego z procesorami Intel x86 w architekturze CISC stosowanymi głównie w komputerach klasy PC. Z tego względu, mimo iż nie jest on kompatybilny z takimi platformami systemowymi jak Power Mac, to ZSNES odznacza się dużą kompatybilnością działania i z dużą precyzją emuluje niemal wszystkie gry na konsolę SNES z dobrą jakością dźwięku, obrazu oraz niezmienną prędkością 60 kl./s. Emulator ZSNES posiada zaawansowane opcje graficzne i dźwiękowe, obsługuje możliwość zapisu stanu emulowanej gry, posiada rozbudowany interfejs graficzny. ZSNES jest jednym z najbardziej zaawansowanych emulatorów konsoli SNES.

## Funkcje użytkowe
- Technologie obsługujące zaawansowane wygładzanie obrazu, np. antialiasing, Super Eagle i 2xSal.
- Możliwość zrobienia zrzutu ekranu emulowanej gry.
- Możliwość zapisu stanu emulowanej gry, zwanej savestate.
- Możliwość nagrywania filmów z gry, które następnie można odtwarzać.
- Obsługa przewijania w tył procesu gry.
- Wbudowana obsługa Game Genie oraz Pro Action Replay, urządzeń do wpisywania kodów.
- Możliwość zapisu pojedynczych dźwięków w formacie SPC700 sound file.
- Obsługa trybu wieloosobowego, umożliwiająca grę w sieci lokalnej.

## Wymagania sprzętowe
- Procesor Pentium II
- 64 MB RAM
- karta graficzna, karta dźwiękowa z podstawowymi parametrami
- 3 MB wolnej przestrzeni na dysku twardym
- System operacyjny Windows 98, Me, 2000, NT, XP, Linux, FreeBSD, Xbox, IntelMac